# 董景昌
董景昌（1916年—1975年），原籍山東，台灣著名針灸師，是董氏奇穴的創始者。
董景昌早年從軍，隨著國民政府撤退至台灣。在台灣傳授他家傳的針法，因為由他傳授的穴位並不在傳統內經所記載的範圍內，但療效顯著，因此被稱為董氏奇穴。董景昌自成一套獨特的經絡思想，與傳統的十四經絡循行路線不同，針灸的穴位配伍極為簡明，在放血治療方面特別擅長，他門下弟子甚多，在台灣中醫界極負盛名。
但是他並不敵視傳統技術，經常鼓勵弟子去學習傳統十四經針灸手法，常推許台灣傳統古方派名醫孫培榮，臨床時也常以十四經穴道搭配董氏奇穴而發揮奇效。

## 弟子
他的弟子有袁國本、王全民、楊維傑、巴頓 (Dr. Dachen Palden)、賴金雄、滿萱春、胡文智等人。

## 著作
著作有《董氏針灸正經奇穴學》。

## 外部連結
- 關於董氏針灸與董公景昌先生
- 董公景昌先生珍貴照片與文字說明（前台灣當代針灸之數位典藏計畫）